# Чусове
Чусове́ (рос. Чусовое) — село у складі Шалинського міського округу Свердловської області.
Населення — 694 особи (2010, 809 2002).
Національний склад станом на 2002 рік: росіяни — 99 %.